# Usurperende bevoegdheid
Een usurperende bevoegdheid is een bestuurlijke bevoegdheid van een overheid in België als de gewesten en de gemeenschappen waarvan de federale staat nog de budgethouder is.
Deze discrepantie is ontstaan door de staatshervorming waarbij bevoegdheden overgeheveld werden van het federale niveau naar de gewesten en de gemeenschappen, maar de financiering vaak nog op federaal niveau gebeurt. Zou de federale regering die financiering om besparingsredenen schrappen, dan zou ze daarmee de deelstaatregeringen (de Vlaamse, de Waalse, de Brusselse, de Franse Gemeenschapsregering en of de Duitstalige Gemeenschapsregering) voor een bestuurlijk dilemma plaatsen, tenzij ze financieel gecompenseerd worden, maar dan vindt er geen bezuiniging plaats.
Een voorbeeld van een usurperende bevoegdheid is het pensioen van de ambtenaren van de deelstaatoverheden.
Er is in de Vlaamse media discussie over de vraag of de term usurperende bevoegdheid moet worden vervangen door een begrijpelijker uitdrukking. Dagblad De Standaard gebruikt in zijn berichtgeving ook de term fantoombevoegdheden.

## Referentie
1. ↑  http://www.standaard.be/artikel/detail.aspx?artikelid=DMF20120228_018&word=fantoombevoegdheden